# Věžnice (Jihlava)
Věžnice é uma comuna checa localizada na região de Vysočina, distrito de Jihlava.